# Hemiscopis
Hemiscopis is een geslacht van vlinders van de familie grasmotten (Crambidae), uit de onderfamilie Odontiinae.

## Soorten
- H. cinerea Warren, 1892
- H. expansa Warren, 1892
- H. intermedialis Munroe, 1977
- H. sanguinea Bänziger, 1987
- H. suffusalis Walker, 1865
- H. violacea (Lucas, 1892)